# Glandirana minima
Glandirana minima är en groddjursart som först beskrevs av Ting och T'sai 1979.  Glandirana minima ingår i släktet Glandirana och familjen egentliga grodor. IUCN kategoriserar arten globalt som akut hotad. Inga underarter finns listade i Catalogue of Life.